# Maison Saluard
La Maison Saluard (pron. fr. AFI: [mɛzɔ̃ salɥaʁ]) è una casaforte medievale del comune valdostano di Verrayes. Nota anche come casaforte Marseiller, dal nome della località in cui si trova a 792 m s.l.m., versa in uno stato di completo degrado salvo per una porzione, privata e restaurata nell'ultimo decennio. Non è visitabile.

## Storia

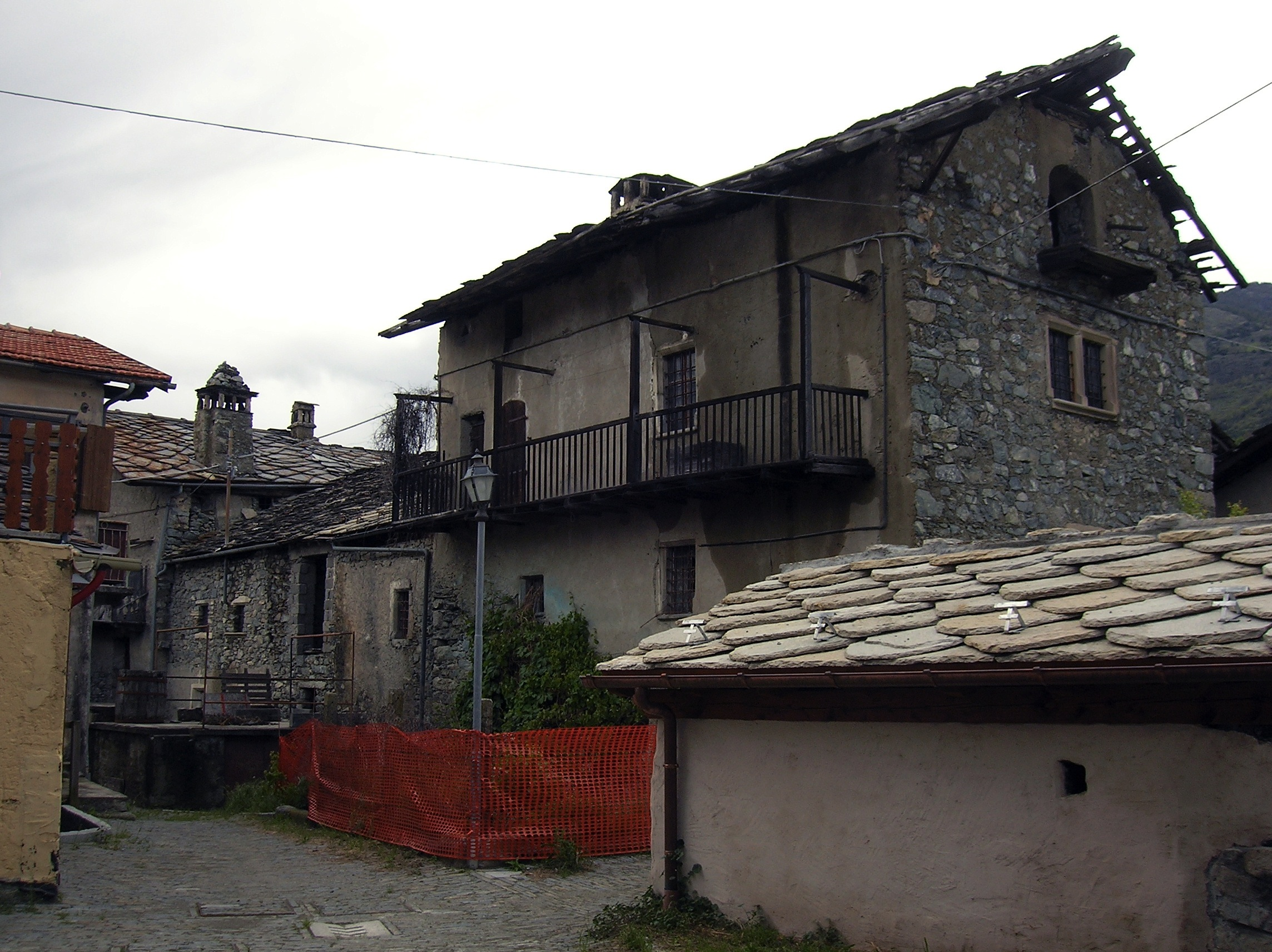
Il retro del complesso

La casaforte a Marseiller è stata costruita tra gli anni trenta e quaranta del XV secolo per volere di Jean Saluard, notaio e castellano di Cly come già suo padre prima di lui.
Fa parte di un insieme di opere di ammodernamento del fondo dei Saluard che coprì diversi decenni: nel 1423, Jean fece costruire sulle terre del villaggio un canale irriguo (il ru Marseiller) che attingeva l'acqua dalla Valtournenche, mentre nel 1441 fece erigere la cappella di San Michele. Per realizzare gli affreschi della casaforte e dell'edificio religioso chiamò Giacomino da Ivrea, che ritrasse il committente all'interno della cappella. Gi affreschi della casaforte sarebbero stati realizzati tra il 1433 e il 1440.
Nel XVI secolo la planimetria della casaforte cambiò, forse a causa di incendi, e alcuni elementi, come finestre decorate e stipiti, presentano date di epoche diverse: ad esempio ritroviamo il 1562, data corrispondente all'inserimento della scala a chiocciola in pietra nell'angolo sud-occidentale della corte, e il 1642, a testimonianza di vari rimaneggiamenti.
Negli anni ottanta del Novecento, un disegno di legge del Consiglio regionale della Valle d'Aosta ha ipotizzato il restauro della casaforte tramite il contributo speciale dello Stato italiano del 1980, con «consolidamento degli affreschi del salone e del cortile», e l'acquisto di parte dell'edificio.
Negli anni duemila parte della Maison Saluard è stata restaurata da privati e non è visitabile, mentre un'altra ala si trova in stato di completo abbandono.

## Descrizione

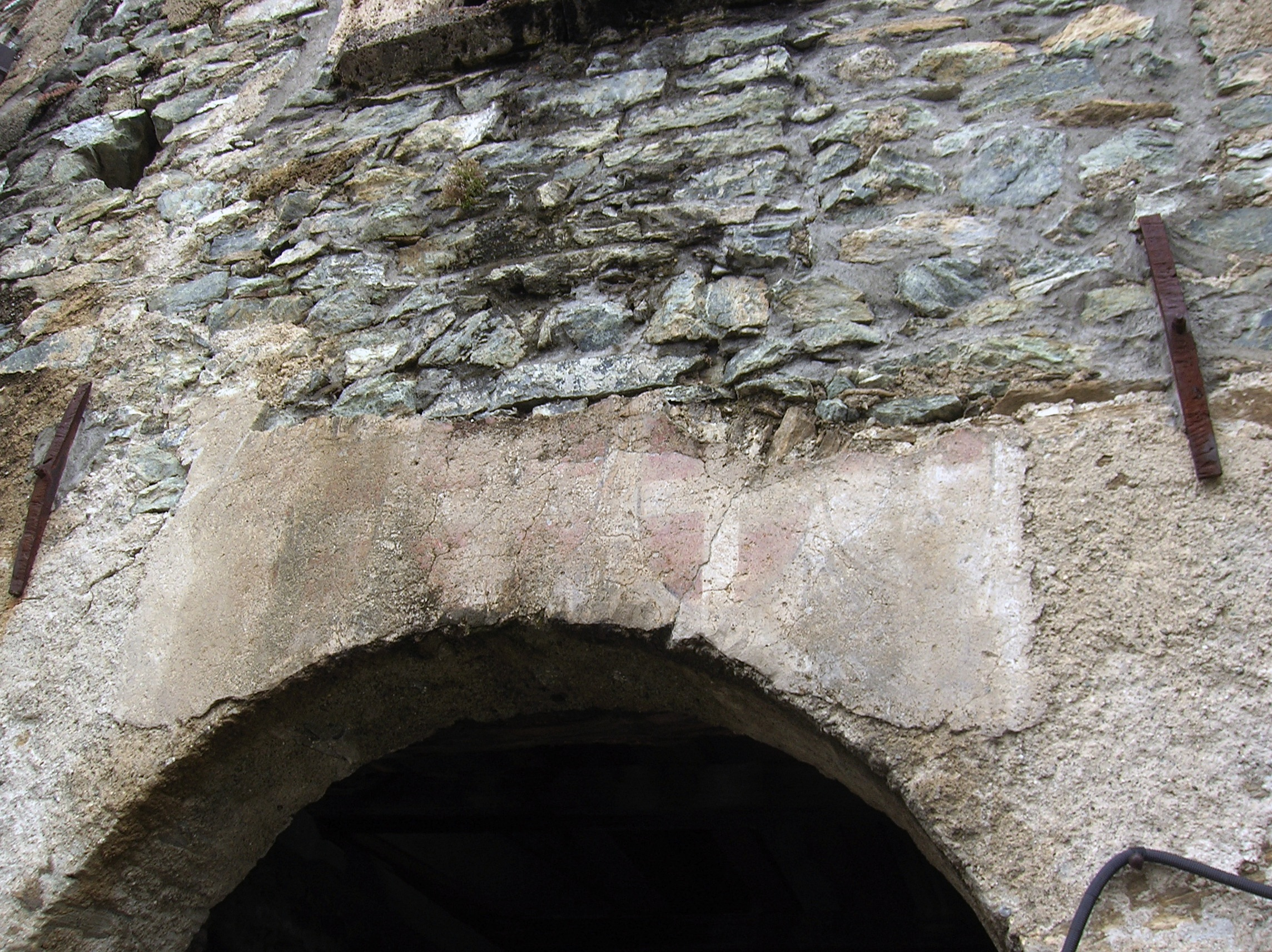
Lo stemma sabaudo sull'ingresso, ad ovest

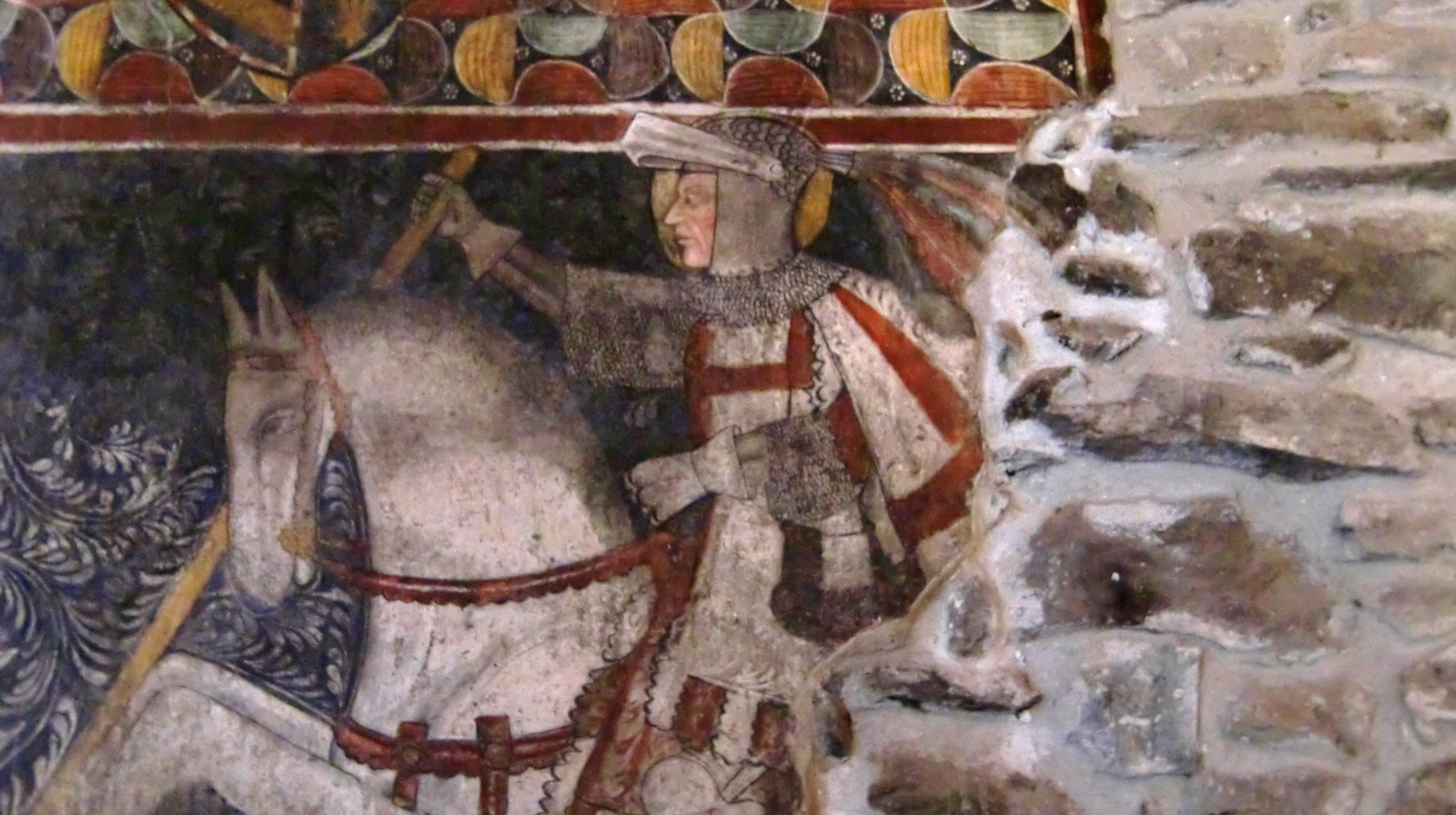
Affresco di Giacomino da Ivrea.

La casa Saluard si trova all'interno dell'antico borgo di Marseiller, confusa tra le altre abitazioni in pietra e non segnalata da pannelli. Vi si arriva, venendo da valle, percorrendo a piedi la stradina che si distacca dalla SR11 all'imbocco del paese, al bivio che presenta una modesta fontana.
La casaforte è composta da un complesso di edifici che si sono sovrapposti e conglobati nel corso dei secoli. La parte più antica della casaforte è l'ingresso, posto a ponente: sull'intonaco sbiadito sopra al portone principale si legge ancora lo stemma sabaudo.
Anche il salone di rappresentanza, che si trova nell'ala est dell'edificio e all'inizio degli anni ottanta era ancora adibito a fienile, come riporta la Società piemontese d'archeologia e di belle arti nel 1967 e come confermato dallo Zanotto, è tra le parti più antiche del complesso. In particolare, presenta un ciclo di affreschi in stile gotico popolare della metà del Quattrocento attribuiti a Giacomino da Ivrea: intervallati agli stemmi araldici, tra cui compaiono quelli dei Visconti e dei duchi di Borgogna, si trovano gli affreschi del ciclo carolingio: come rilevato da Augusta Lange vi compaiono i paladini Oliviero, Merlion, Rainaldo e Turpino. Negli anni duemila, parte del ciclo di affreschi è stato sottoposto a un lavoro di «pulizia, consolidamento e stuccatura» («nettoyage, consolidation et stucage») da parte di privati.
La piccola corte interna, a due loggiati, si ispira a quella del castello di Fénis.
Secondo Bruno Orlandoni, la tipologia architettonica di casa a corte della casaforte Marseiller, con funzione sia difensiva che abitativa e commerciale, ebbe una grande diffusione nel XV secolo nell'area valdostana, seppure fosse probabilmente di origine anteriore; la "casa con corte e torre" trova riscontri sia nella casa Lostan di Aosta che in altre caseforti dei centri minori: ne sono esempi la casaforte di Villa ad Arnad, la casaforte di Povil a Quart, la casaforte di Néran a Châtillon.

## Nella cultura di massa
La figura di Jean Saluard e la casaforte compaiono nel romanzo storico Il mercante di lana di Valeria Montaldi.